# UCI ProTeam
Quella degli UCI ProTeam è una categoria di squadre maschili di ciclismo su strada registrate presso l'Unione Ciclistica Internazionale. Le squadre appartenenti a questa categoria possono partecipare alle competizioni dei circuiti continentali UCI e, solo disponendo di wild card fornite dai singoli organizzatori, alle competizioni del calendario World Tour.
La categoria ProTeam, che dal 2020 prende il posto della categoria Professional Continental, rappresenta gerarchicamente la seconda divisione del ciclismo mondiale, la prima essendo quella delle formazioni con licenza UCI World Tour (già categoria ProTour) e la terza quella delle formazioni con licenza Continental. La suddivisione è stata introdotta dall'UCI a partire dal 2005. Per la stagione 2020 le squadre ProTeam sono 19, due dall'America e 17 dall'Europa. Erano in totale ventidue nel 2017, ventitré nel 2016, venti nel 2015, diciannove nel 2014, venti nel 2013 e diciassette nel 2012.

## Regolamento
Ai sensi del regolamento dell'Unione Ciclistica Internazionale, un ProTeam è «un'organizzazione creata per prendere parte agli eventi di ciclismo su strada aperti alla suddetta categoria». Nello specifico una formazione con licenza Professional Continental può prendere parte a competizioni di categoria 1.HC e 2.HC, 1.1 e 2.1, 1.2 e 2.2 (unicamente per l'Europe Tour, può partecipare a gare 1.2 e 2.2 soltanto nel proprio paese) in ciascuno dei cinque circuiti continentali UCI, sia in quello corrispondente alla nazionalità di registrazione che negli altri quattro; può partecipare anche, solamente su invito dei singoli organizzatori, a competizioni dell'UCI World Tour.
Un ProTeam è composto per regolamento «da tutti i ciclisti registrati presso l'UCI come parte della squadra, dal responsabile finanziario, dagli sponsor e dalle altre persone (manager, direttori sportivi, allenatori, assistenti paramedici, meccanici) messe sotto contratto dagli sponsor o dal rappresentante per garantire su base permanente il funzionamento del team». Ogni squadra deve impiegare almeno 16 corridori, 3 direttori sportivi e ulteriori 5 persone per gli altri ruoli (assistenti paramedici, meccanici).
La sede del responsabile finanziario definisce la nazionalità di registrazione della squadra; su richiesta esplicita del team la nazionalità può altrimenti essere scelta riferendosi al paese dove viene commercializzato un prodotto o servizio del partner principale della squadra.

## Squadre 2025
Nella stagione 2025 sono registrate alla categoria 17 squadre. 
| Cod. | Nome ufficiale                | Continente | Paese       | Biciclette  | Gruppo     |
| ---- | ----------------------------- | ---------- | ----------- | ----------- | ---------- |
| BBH  | Burgos-Burpellet-BH           | Europa     | Spagna      | BH          | FSA        |
| CJR  | Caja Rural-Seguros RGA        | Europa     | Spagna      | MMR         | Shimano    |
| EKP  | Equipo Kern Pharma            | Europa     | Spagna      | Giant       | Shimano    |
| EUS  | Euskaltel-Euskadi             | Europa     | Spagna      | Orbea       | Shimano    |
| IPT  | Israel-Premier Tech           | Europa     | Israele     | Factor      | FSA        |
| LOT  | Lotto                         | Europa     | Belgio      | Orbea       | Shimano    |
| Q36  | Q36.5 Pro Cycling Team        | Europa     | Svizzera    | Scott       | SRAM       |
| TFT  | Solution Tech Vini Fantini    | Europa     | Italia      | Corratec    | SRAM       |
| TFB  | Team Flanders-Baloise         | Europa     | Belgio      | Eddy Merckx | Shimano    |
| TNN  | Team Novo Nordisk             | America    | Stati Uniti | Argon 18    | Shimano    |
| PTV  | Team Polti VisitMalta         | Europa     | Italia      | Aurum Bikes | SRAM       |
| TEN  | TotalEnergies                 | Europa     | Francia     | Enve        | Shimano    |
| TUD  | Tudor Pro Cycling Team        | Europa     | Svizzera    | BMC         | SRAM       |
| RKT  | Unibet Tietema Rockets        | Europa     | Francia     | Cannondale  | SRAM       |
| UXM  | Uno-X Mobility                | Europa     | Norvegia    | DARE        | Shimano    |
| VBF  | VF Group-Bardiani CSF-Faizanè | Europa     | Italia      | De Rosa     | Campagnolo |
| WB2  | Wagner Bazin WB               | Europa     | Belgio      | De Rosa     | Rotor      |